# Chapelle Saint-Denis de Lamanon
L'Église Saint-Denis de Calès, à Lamanon, est une église du département des Bouches-du-Rhône.

## Situation et accès
L'Église Saint Denis de Calès est située à Lamanon, au nord-ouest du village, au pied d'une colline, entre la source Saint Denis et le cirque de Calès.

## Histoire
Construite au en 1150, agrandie au XVIe siècle, elle a fait l'objet de trois restaurations, au XVIIIe siècle, XIXe siècle et XXIe siècle. Elle est bâtie à l'endroit d'un ancien lieu culte du VIe siècle, voué à Saint Marcellin. Il s'agit d'une ancienne dépendance de la Cathédrale Notre-Dame-des-Doms, à la suite d'une bulle du pape Adrien IV du 24 avril 1155.
Elle est ouverte exceptionnellement les premiers dimanche d'avril, mai, juin et septembre de 14h à 17h par l'Association Calès Saint-Denis - 06 76 51 76 22

## Architecture
De plan rectangulaire, sa toiture est couverte de lauzes. 